# Lista de representantes permanentes da Síria nas Nações Unidas
Esta é uma lista de representantes permanentes da Síria, ou outros chefes de missão, junto da Organização das Nações Unidas em Nova Iorque.
A Síria foi um dos Estados fundadores das Nações Unidas e é membro desde 24 de outubro de 1945.
| Início | Término | Representante permanente (Chefe de missão) | Cargo                        | Credenciais |
| ------ | ------- | ------------------------------------------ | ---------------------------- | ----------- |
| 1946   | 1948    | Faris al-Khoury                            | Representante permanente     |             |
| …      | …       |                                            |                              |             |
| 1951   | 1953    | Farid Zeineddine                           | Representante permanente     |             |
| 1953   | 1957    | Rafik Asha                                 | Representante permanente     |             |
| …      | …       |                                            |                              |             |
| 1962   | 1964    | Salah el-Dine Tarazi                       | Representante permanente     |             |
| 1965   | 1972    | George Tomeh                               | Representante permanente     |             |
| 1972   | 1975    | Haissam Kelani                             | Representante permanente     |             |
| 1975   | 1978    | Mowaffak Allaf                             | Representante permanente     |             |
| 1978   | 1979    | Hammud al-Shufi                            | Representante permanente     |             |
| …      | …       |                                            |                              |             |
| 1981   | 1986    | Dia Allah El-Fattal                        | Representante permanente     |             |
|        |         | Abdul Mou’men Al-Atassi                    | Encarregado de negócios a.i. | -           |
| 1988   | 1990    | Ahmad Fathi al-Masri                       | Representante permanente     |             |
| …      | …       |                                            |                              |             |
| 1996   | 2003    | Mikhail Wehbe                              | Representante permanente     | 1996-10-29  |
| 2003   | 2006    | Faisal Mekdad                              | Representante permanente     | 2003-09-18  |
| 2006   | atual   | Bashar Ja’afari                            | Representante permanente     | 2006-07-31  |